# Michael Špaček (motocyklový závodník)
Michael Špaček (2. března 1991 Montélimar – 12. října 2009 Plzeň) byl český motokrosový jezdec.

## Život
Po návratu otce z emigrace se jeho rodina usadila v Poběžovicích u Holic. Michael jezdil na motorce od čtyř let, první závod jel v sedmi letech. Absolvoval základní školu v Holicích a poté Integrovanou střední školu technickou ve Vysokém Mýtě. Od 13 let ho na závody doprovázela jeho rodina – mladší bratr Dominik, jeho maminka, která mu zároveň dělala manažerku, a jeho otec, který mu dělal trenéra. V roce 2007 se stal juniorským mistrem Evropy ve třídě MX2. V posledním roce jezdil na motocyklech Kawasaki KX-F 250 a KX-F 450. Ačkoliv nejel poslední závod Mezinárodního mistrovství Německa Youngster, obsadil v něm 11. místo.

## Úspěchy v kariéře
- 2005 – Mistrovství světa 85 cm³, 23. místo
- 2005 – Mistrovství Německa ADAC 85 cm³, 22. místo
- 2005 – Mezinárodním MČR juniorů 85 cm³, 5. místo
- 2005 – Mistrovství Slovenska 85 cm³, 9. místo
- 2006 – MČR juniorů 125 cm³, 14. místo
- 2007 – Mezinárodní MČR 125 cm³, 12. místo
- 2007 – MČR juniorů 125 cm³, 7. místo
- 2007 – Mistrovství Evropy juniorů MX2, 9. místo
- 2007 – Mistrovství Evropy juniorů MX2 2T, 1. místo
- 2008 – ADAC Youngster cup, 14. místo
- 2008 – Mistrovství EVROPY MX2, 17. místo
- 2008 – MČR ve třídě MX2, 23. místo

## Úmrtí
Dne 26. září 2009 při závodě Mistrovství České republiky družstev v Lokti nad Ohří se mu při jednom z posledních skoků první rozjížďky ve výšce šesti metrů zastavil motor jeho Kawasaki, která dopadla na zadní část jeho hlavy. Při pádu také utrpěl frakturu ruky. Ihned byl letecky transportován do plzeňské fakultní nemocnice, kde jej lékaři udržovali v umělém spánku. V noci 12. října 2009 podlehl svým zraněním.